# Unió Nacional Feixista
La Unió Nacional Feixista (UNF; en castellà Unión Nacional Fascista) va ser un partit polític argentí, d'ideologia feixista, que va existir entre 1936 i 1939.

## Història
El partit va néixer el 1936, com a successor de l'antic Partit Feixista Argentí.

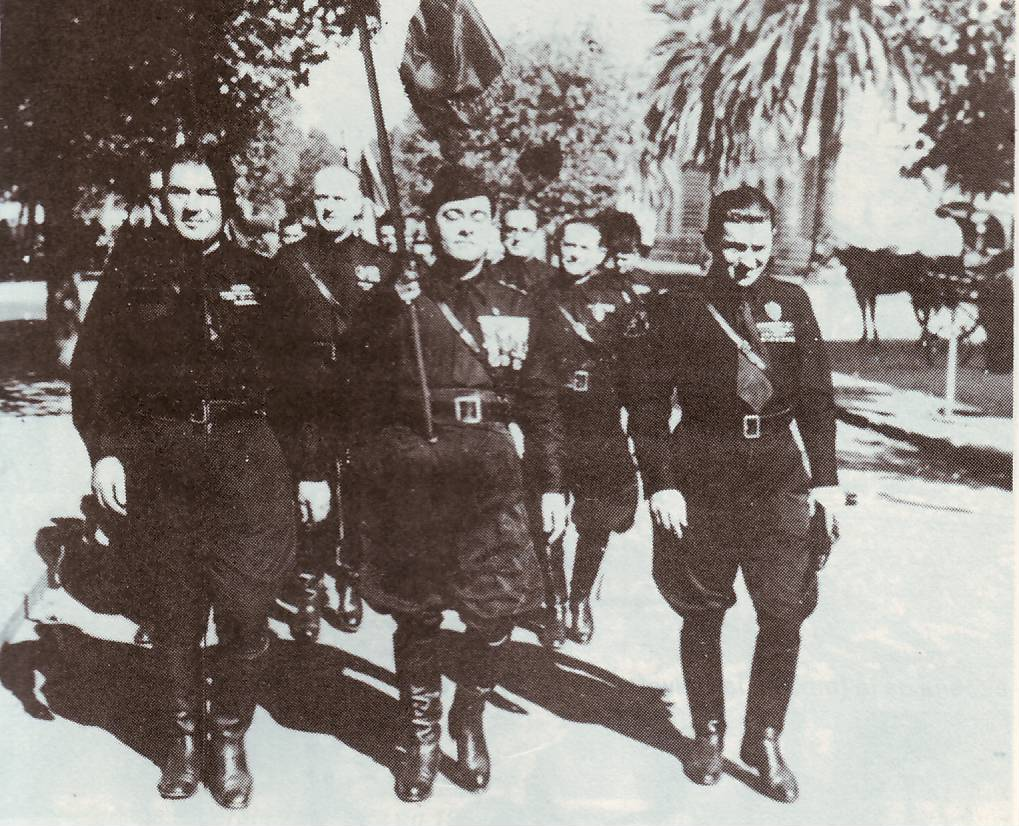
Marxa feixista a La Plata (Argentina).

A mitjan 1936 el líder de la UNF, Nimio de Anquín, va intentar forçar els estudiants de la Facultat de dret per comprometre's amb una declaració de suport al dictador espanyol Francisco Franco.
Durant els anys següents la formació es va veure implicada en alguns esdeveniments violents. El partit no va aconseguir tenir èxit en el si de la vida política argentina i va quedar com un grup reduït. Cap a 1939 la Unió Nacional Feixista va cessar la seva activitat i Anquín va tornar a la seva localitat, on va reprendre la seva anterior carrera com a docent.